# Робоча група з назв зір
Робоча група за назвами зір Міжнародного астрономічного союзу (англ. IAU Working Group on Star Names ; WGSN) — робоча група для каталогізації та стандартизації назв зір. Міжнародний астрономічний союз (МАС, англ. IAU) створив робочу групу в травні 2016 року для міжнародної астрономічної спільноти.
МАС заявляє, що він прагне провести різницю між термінами назва (англ. name) та позначення (англ. designation). Для МАС назва належить до терміна, що використовується для позначення зорі у повсякденному мовленні, тоді як позначення є виключно абетко-цифровим і використовується майже виключно в офіційних каталогах та професійній астрономії. WGSN зазначає, що транслітеровані позначення Байєра (наприклад, Тау Кіта) вважаються особливим історичним випадком і розглядаються як позначення.

## Коло повноважень
Коло повноважень WGSN на період 2016 — 2018 років був затверджений Виконавчим комітетом МАС на засіданні 6 травня 2016. У цілому робочій групі було надано такі повноваження:
- встановити керівні принципи МАС для пропозиції та прийняття назв зір;
- провести пошук літератури за назвами-кандидатами;
- прийняти нові унікальні назви для зір, що мають наукове та/або історичне значення;
- зібрати та розповсюдити офіційний каталог назв зір МАС.

(Примітка: поточна версія має назву «Список затверджених МАС назв зірок»)англ. List of IAU-approved Star Names).
Хоча спочатку WGSN орієнтувалася на включення «історичних» назв, у майбутньому вона відповідатиме за визначення правил та забезпечення процесу, за допомогою якого члени міжнародної астрономічної спільноти можуть пропонувати нові назви.

## Правила іменування
WGSN прийняв попередні рекомендації для унікальних найменувань зір:
- настійно рекомендуються до присвоєння назви, що зберігають світову спадщину (астрономічну, культурну та природну);
- історичні назви краще нових;
- назви, як правило, повинні мати довжину 4-16 символів; короткі назви краще довгих,
- назви повинні бути вимовними якоюсь мовою і не бути образливими;
- назви не повинні бути надто схожими на наявні назви зір, планет, супутників планет або малих планет;
- імена фізичних осіб заборонені для яскравих зір (за винятком поодиноких історичних випадків з міжнародною популярністю);
- вигадані назви не рекомендуються (за винятком поодиноких історичних випадків з міжнародною популярністю);
- назви подій, пов'язаних головним чином із політичною чи військовою діяльністю, заборонені;
- назви виключно чи головним чином комерційного характеру заборонені;
- клички домашніх тварин та абревіатури заборонені;
- прийняті назви слідують Посібнику за стилем МАС, транслітеруються на латиницю, починаються з великої літери, не містять цифр; використання розділових знаків не рекомендується. Офіційні назви обмежені латинським алфавітом (тобто не містять діакритики), проте допускається їх використання із зазначенням діакритичних знаків, що містяться в оригінальному імені.

WGSN без додаткового розгляду визнає назви екзопланет та їх зір, затверджені Робочою групою Виконавчого комітету з публічного іменування планет та супутників-планет, включаючи назви зірок, прийняті під час кампанії NameExoWorlds 2015.

### Множинність зір
WGSN вирішила привласнити власні назви окремим зорям, а не цілим зоряним системам. Наприклад, назва Фомальгаут належить до яскравого компонента А триразової зоряної системи. Неформальні імена, які часто приписуються іншим компонентам у фізичній множині (наприклад, Фомальгаут B), розглядаються як неофіційні (хоча й описуються як «корисні псевдоніми») і не включаються до списку затверджених МАС назв зір. У Списку компоненти чітко ідентифіковані за ідентифікаторами у Вашингтонському каталозі подвійних зір. У тих випадках, коли буква компонента не вказана у явному вигляді, WGSN говорить, що слід розуміти, що назву слід віднести до яскравого компонента візуальної світності.

### Китайські астроніми
Протягом 2017 року було прийнято загальні керівні принципи для китайських назв зір, які зводилися до наступного:
- книга «Китайське небо під час імперії Хань: зорі та суспільство» (англ. The Chinese Sky During the Han: Constellating Stars and Society) вважається авторитетним щодо ранніх китайських ідентифікаційних  і написання назв;
- слід уникати прийняття китайських назв астеризмів окремих зір, оскільки це може викликати плутанину;
- система запису звуків піньїнь є кращою.

## Програма роботи
WGSN вирішила зосередитися протягом 2016 року на стандартизації зіркових назв та їх написання для кількох сотень найяскравіших зір з опублікованими назвами, а також на складанні назв для слабких зір, які будуть обговорюватися в майбутньому (вони вважалися «яскравими зорями», як і ті, які мають позначення в Каталозі яскравих зір так і будь-які інші фізичні супутники, «слабкі зірки», як і будь-які інші зорі в галактиці Чумацький Шлях, субзоряні об'єкти та зоряні залишки).
Головна мета на наступні кілька років — заглибитися у світову астрономічну історію та культуру, щоб визначити найвідоміші зоряні найменування для використання як офіційно визнані назви. Крім того, після того, як назви багатьох яскравих зір на небі будуть офіційно затверджені та каталогізовані, WGSN перемкне свою увагу на створення формату та шаблону для правил, критеріїв та процесу, за допомогою якого можуть бути прийняті пропозиції про найменування зір від професійних астрономів, а також від широкого загалу.

## Затверджені імена
Перший бюлетень WGSN від липня 2016 року  включав таблицю зі 125 зір, що включає перші дві серії імен, затверджених WGSN (30 червня та 20 липня 2016), а також назви зір (включаючи чотири традиційні назви зірок: Аін, Едасих, Альраї та Фомальгаут), розглянуті та прийняті Робочою групою Виконавчого комітету МАС з публічного присвоєння імен планетам та супутникам планет під час кампанії NameExoWorlds 2015  та визнані WGSN. Наступні серії назв були затверджені 21 серпня, 12 вересня, 5 жовтня та 6 листопада 2016 року. Вони були перераховані в таблиці зі 102 зірок, включеної до другого бюлетеня WGSN від листопада 2016. Наступні додавання були зроблені 1 лютого 2017 року (13 нових назв зірок), 30 червня 2017 року (29), 5 вересня 2017 року (41), 19 листопада 2017 року (3) та 6 червня 2018 року (17). Усі 330 назв включені в поточний Список затверджених МАС назв зірок, останній раз оновлений 1 червня 2018.
Перший список включає дві зорі, які були названі за іменами людей під час NameExoWorlds: Сервантес (Мю Жертвенніка, на честь письменника Мігеля де Сервантеса Сааведра) та Коперник (55 Рака А, на честь астронома Миколи Коперника ). WGSN затвердив для зірки α² Гончих Псів історичну назву Cor Caroli (у перекладі з латини «Серце Карла»), введену сером Чарльзом Скарборо на честь короля Англії Карла I. Оновлення від 1 лютого 2017 року включало затвердження історичної назви зорі Барнарда, названої на честь американського астронома Е. Барнарда.